# 中山和彦 (精神医学者)
中山 和彦（なかやま かずひこ、1951年 - ）は、日本の精神医学者、東京慈恵会医科大学教授。

## 略歴
愛媛県宇和島市生まれ。1977年東京慈恵会医科大学卒。1986年医学博士。1996年ロンドン大学精神医学研究所客員教授。2001年中華人民共和国大連医科大学客員教授。2003年京都府立医科大学客員教授。2004年東京慈恵会医科大学精神医学講座主任教授となる。専門は精神薬理学、非定型精神病、てんかん学、森田療法。

## 著書
- 『向精神薬の科学 非定型精神病像を示す疾患群の治療をめざして』星和書店 1992
- 『こころのかたち』星和書店 1994
- 『特定不能な精神疾患』星和書店 1996
- 『中高年のうつ 専門医が説く対策と治療法』大泉書店 2003
- 『鞄心理学 カバン・かばん』先端医学社 2010
- 『言葉で理解する森田療法 まったく新しい森田療法のかたち』白揚社 2014
- 『非定型精神病とカタトニア 拒絶と服従から学ぶ症候学』星和書店 2016

### 共編著
- 『抗うつ薬の科学 基礎と臨床的検証』編 星和書店 1995
- 『非定型精神病 治療別症例集』編著 星和書店 1996
- 『プライマリ・ケアのための心の病診療プラクティス』清水信共編 永井書店 1999
- 『精神科 改訂第2版』編著 医学評論社 2000
- 『精神保健 第3版』(最新介護福祉全書 責任編集. メヂカルフレンド社 2005
- 『図解よくわかる大人の発達障害 発達障害を考える・心をつなぐ』小野和哉共著 ナツメ社 2010
- 『うつ病のベストアンサー NHKここが聞きたい!名医にQ 130の疑問に徹底回答!! 危険度をセルフチェック抗うつ薬の最新情報 (生活シリーズ 病気丸わかりQ&Aシリーズ）「ここが聞きたい!名医にQ」番組制作班, 主婦と生活社ライフ・プラス編集部編, 大野裕,加藤忠史共監修 主婦と生活社 2011
- 『脳とこころのプライマリケア 7 食事と性』編 シナジー 2011
- 『片づけられない大人たちのハッピー・マニュアル』小野和哉共監修 日東書院本社 2012
- 『図解よくわかる思春期の発達障害』(発達障害を考える 心をつなぐ) 小野和哉共著 ナツメ社 2012
- 『てんかんの生活指導ノート 生活の質を高めるためにすべきこと,してはいけないこと』編著, 須江洋成,岩崎弘,高橋千佳子著 金剛出版 2014

### 翻訳
- Stephen M.Stahl『精神薬理学エセンシャルズ 神経科学的基礎と応用 第3版』仙波純一,松浦雅人,宮田久嗣共監訳 メディカル・サイエンス・インターナショナル 2010